# Bédeilhac-et-Aynat
 Bédeilhac-et-Aynat  là một xã ở tỉnh Ariège, thuộc vùng Occitanie ở phía tây nam nước Pháp.